# Christian Pipke

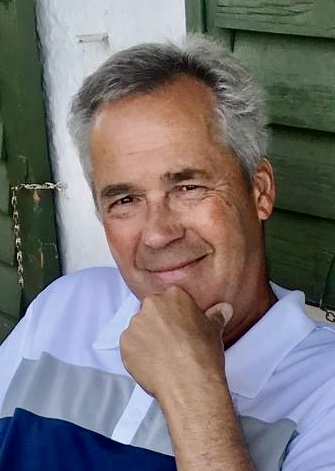
Christian Pipke

Christian Pipke (* 1956) ist ein ehemaliger deutscher Fernseh-Journalist, -Reporter, -Redakteur und -Moderator.

## Leben
Bereits in seiner Jugendzeit war Christian Pipke beim Norddeutschen Rundfunk als Kabelträger beschäftigt, während des Studiums dann als Sportreporter für den Hörfunk. Er studierte Germanistik und Sport an der Christian-Albrechts-Universität zu Kiel und machte im Jahr 1986 sein Staatsexamen für das höhere Lehramt an Gymnasien.
Nach zwei Jahren als Redakteur bei Radio Schleswig-Holstein in Kiel wechselte Christian Pipke 1988 zum NDR nach Hannover. 1992 ging er zurück nach Kiel ins NDR-Landesfunkhaus Schleswig-Holstein und arbeitete dort als Reporter und Moderator des Regionalmagazins Schleswig-Holstein Magazin im NDR Fernsehen. Darüber hinaus war er für die Sportberichterstattung im Hörfunk und Fernsehen verantwortlich.
Am 2. Januar 2011 kündigte Pipke im Schleswig-Holstein Magazin an, das Regionalmagazin zukünftig nicht mehr zu moderieren. Er werde eine neue Aufgabe beim NDR übernehmen.
Anschließend war Pipke verantwortlicher Redakteur für halbstündige NDR-Feature aus Schleswig-Holstein.
Seit dem 1. Februar 2021 ist Christian Pipke im Ruhestand.